# Projet de Constitution de la république populaire du Japon
Le Projet de Constitution de la république populaire du Japon (日本人民共和国憲法草案, Nihon Jinmin Kyōwakoku Kenpō Sōan) est un projet d'amendement à la Constitution de l'empire du Japon publié par le Parti communiste japonais le 29 juin 1946. Ce projet fut publié au cours d'une discussion animée sur la législation de la Constitution japonaise après la guerre du Pacifique.
Les caractéristiques du projet sont l'abolition du système impérial japonais, l'adoption du républicanisme et du centralisme démocratique, et l'introduction de politiques socialistes.